# 16016 Boylan
16016 Boylan este o planetă minoră (asteroid), cu un diametru de 3,581 km, din centura de asteroizi. A fost descoperită pe 10 februarie 1999 la Experimental Test Site⁠(d) de Lincoln Near-Earth Asteroid Research. 
Obiectul prezintă o orbită caracterizată de o semiaxă mare de 2,1708649 UAi, o excentricitate de 0,04, o înclinație de 0,91214 ° în raport cu ecliptica.